# مشروع المياه الضحلة
مشروع المياه الضحلة هو عبارة عن اختبار نووي تحت الأرض حدث في 26 أكتوبر 1963 داخل نطاق مدى ينابيع الرمال على بعد حوالي 30 ميل (48 كم) جنوب شرق فالون (نيفادا).
تم اختيار الموقع لأن نشاطه الزلزالي وفر أساسا لمقارنات الإشارات الزلزالية.

## نبذة
```
كان الهدف من مشروع المياه الضحلة هو تفجير جهاز نووي تحت الأرض في منطقة زلزالية نشطة بحيث يمكن مقارنة آثار الزلازل للاختبار والزلازل السابقة والتمييز بينها.
```

تم إجراء الاختبار في 26 أكتوبر 1963. وتضمن تفجير جهاز نووي 12 كيلو طن في الصخور الجرانيتية على عمق حوالي 1211 قدم (369 م) تحت سطح الأرض.